# لیز بوگوس
لیز بوگوس (انگلیسی: Liz Bogus؛ زادهٔ ۲۴ فوریهٔ ۱۹۸۴) بازیکن فوتبال اهل ایالات متحده آمریکا است.
از باشگاه‌هایی که در آن بازی کرده‌است می‌توان به لس آنجلس سل، بوستون بریکرز، گلد پراید، اف سی کانزاس سیتی، و باشگاه فوتبال رین اشاره کرد.
وی همچنین در تیم ملی فوتبال زیر ۲۳ سال زنان ایالات متحده آمریکا بازی کرده‌است.